# Rio Anacostia
O Rio Anacostia (em inglês:  Anacostia River) inicia o seu curso no Condado de Prince George's, em Maryland, Estados Unidos, percorrendo um trajeto de 13,50 km até à cidade de Washington, D.C., onde faz confluência com o Canal de Washington, para levar as suas águas ao Rio Potomac.
O nome Anacostia é derivado da palavra indígena anaquash, que significa vilarejo comercial, procedente de uma tribo de índios norte-americanos denominada Nanchotank, que viviam no encontro dos rios Potomac e Anacostia, onde, atualmente, situa-se Washigton, D.C.
É conhecido como o "rio esquecido do Distrito de Colúmbia", devido à poluição e o pequeno investimento no desenvolvimento das áreas adjacentes.